# Badia de Palma (miejscowość)
Badia de Palma – miejscowość w Hiszpanii, na Balerach, na Majorce, w comarce Serra de Tramuntana, w gminie Calvià.
Według danych INE z 2005 roku miejscowość zamieszkiwało 569 osób.